# Lijst van watertorens in het Brussels Hoofdstedelijk Gewest
Deze (onvolledige) lijst toont een overzicht van watertorens in het Brussels Hoofdstedelijk Gewest.
| Watertoren                                       | Plaats              | Provincie/gewest | Bouwjaar  | Status     | Hoogte (m) | Inhoud 1 (m³) | Inhoud 2 (m³) | Architect | Foto |
| ------------------------------------------------ | ------------------- | ---------------- | --------- | ---------- | ---------- | ------------- | ------------- | --------- | ---- |
| Watertoren Anderlecht (Émile Grysonlaan)         | Anderlecht          | Brussel          |           | Bewaard    |            |               |               |           |      |
| Watertoren Anderlecht (Klein-Eiland)             | Anderlecht          | Brussel          |           | Afgebroken |            |               |               |           |      |
| Watertoren Brussel (Antoon van Osslaan)          | Brussel             | Brussel          | 1932      | Afgebroken |            | 500           | 100           |           |      |
| Watertoren Brussel (Belle Alliancelaan, 1879)    | Brussel             | Brussel          | 1879      | Bewaard    | 15         | 600           |               |           |      |
| Watertoren Brussel (Belle Alliancelaan, 1890)    | Brussel             | Brussel          | 1890      | Bewaard    | 30         | 800           |               |           |      |
| Watertoren Brussel (Dieudonné Lefèvrestraat)     | Brussel             | Brussel          | 1902-1910 | Bewaard    |            | 375           |               |           |      |
| Watertoren Brussel (Romeinsesteenweg)            | Brussel             | Brussel          | 1921      | Afgebroken |            | 230           |               |           |      |
| Watertoren Brussel (Verlengde Masuistraat)       | Brussel             | Brussel          |           | Afgebroken |            |               |               |           |      |
| Watertoren Brussel (Werkhuizenkaai)              | Brussel             | Brussel          |           | Afgebroken |            |               |               |           |      |
| Watertoren Evere                                 | Evere               | Brussel          |           | Bewaard    |            |               |               |           |      |
| Watertoren Elsene                                | Elsene              | Brussel          | 1909      | Afgebroken | 43         | 800           |               |           |      |
| Watertoren Jette                                 | Jette               | Brussel          |           | Afgebroken |            |               |               |           |      |
| Watertoren Sint-Agatha-Berchem                   | Sint-Agatha-Berchem | Brussel          | 1908      | Afgebroken |            |               |               |           |      |
| Watertoren Sint-Jans-Molenbeek (Nijverheidskaai) | Sint-Jans-Molenbeek | Brussel          |           | Afgebroken |            |               |               |           |      |
| Watertoren Sint-Jans-Molenbeek (station)         | Sint-Jans-Molenbeek | Brussel          |           | Afgebroken |            |               |               |           |      |
| Watertoren Schaarbeek                            | Schaarbeek          | Brussel          | 1907      | Afgebroken |            | 30            |               |           |      |
| Watertoren Ukkel                                 | Ukkel               | Brussel          | 1930      | Afgebroken |            | 60            |               |           |      |
| Watertoren Vorst (Bollinckxstraat)               | Vorst               | Brussel          |           | Afgebroken |            |               |               |           |      |
| Watertoren Vorst (Hertstraat)                    | Vorst               | Brussel          |           | Bewaard    |            |               |               |           |      |
| Watertoren Vorst (Marconistraat)                 | Vorst               | Brussel          | 1904      |            |            | 500           |               |           |      |
| Watertoren Vorst (Ruisbroeksesteenweg)           | Vorst               | Brussel          |           | Bewaard    |            |               |               |           |      |
| Watertoren Vorst (Volxemlaan)                    | Vorst               | Brussel          |           | Afgebroken |            |               |               |           |      |

Antwerpen ·
Brussel ·
Henegouwen ·
Limburg ·
Luik ·
Luxemburg ·
Namen ·
Oost-Vlaanderen ·
Vlaams-Brabant ·
Waals-Brabant ·
West-Vlaanderen
Anderlecht (Émile Grysonlaan) ·
Anderlecht (Klein-Eiland) ·
Brussel (Antoon van Osslaan) ·
Brussel (1879) ·
Brussel (1890) ·
Brussel (Dieudonné Lefèvrestraat) ·
Brussel (Romeinsesteenweg) ·
Brussel (Verlengde Masuistraat) ·
Brussel (Werkhuizenkaai) ·
Evere ·
Elsene ·
Jette ·
Sint-Jans-Molenbeek (Nijverheidskaai) ·
Sint-Jans-Molenbeek (station) ·
Schaarbeek ·
Ukkel ·
Vorst (Bollinckxstraat) ·
Vorst (Hertstraat) ·
Vorst (Marconistraat) ·
Vorst (Ruisbroeksesteenweg) ·
Vorst (Volxemlaan)